# Laubieria corallicola
Laubieria corallicola is een eenoogkreeftjessoort uit de familie van de Metidae. De wetenschappelijke naam van de soort is voor het eerst geldig gepubliceerd in 1966 door Soyer.